# Mincinosul mincinoșilor
Mincinosul mincinoșilor (în engleză Liar Liar) este un film de comedie american din 1997, regizat de Tom Shadyac după un scenariu scris de Paul Guay și Stephen Mazur și avându-l în rolul principal pe Jim Carrey. Carrey a fost nominalizat la Premiul Globul de Aur (1997) pentru cea mai bună interpretare a unui actor într-un film (muzical/comedie).
Acest film este al doilea din cele trei filme la care au colaborat Carrey și Shadyac, primul fiind Ace Ventura: detectivu' lu' pește și al treilea fiind Dumnezeu pentru o zi. Este, de asemenea, a doua dintre cele trei colaborări între Guay și Mazur, celelalte fiind The Little Rascals și Heartbreakers. A fost făcut un remake neoficial la Bollywood cu titlul Kyo Kii... Main Jhuth Nahin Bolta.

## Rezumat
Fletcher Reede (Jim Carrey) este un avocat obsedat de carieră și tată divorțat din Los Angeles (California). Lui îi place să-și petreacă  timpul cu fiul său Max (Justin Cooper); ei joacă adesea un joc în care Fletcher își transformă mâna într-o "gheară" și pretinde că-l urmărește pe Max cu ea. Dar Fletcher are obiceiul de a da prioritate serviciului, încălcându-și promisiunile făcute lui și fostei sale soții, Audrey (Maura Tierney), iar apoi mințind pe toată lumea. Minciunile spuse de Fletcher i-au creat o reputație ca fiind unul dintre cei mai buni avocați ai apărării din statul California astfel că el urca în ierarhia firmei pentru care lucrează. În cele din urmă, Fletcher ratează petrecerea aniversară a fiului său, deoarece el face sex cu șefa lui Miranda (Amanda Donohoe), în speranța de a deveni partener. La petrecerea aniversară, Max își pune dorința ca tatăl lui să nu mai poată spune nici o minciună pentru o zi întreagă - o dorință care se îndeplinește în mod miraculos.
Fletcher descoperă în curând, printr-o serie de incidente jenante - cum ar fi atunci când spune că Miranda a "avut partide mai bune" de sex decât cea făcută cu ea - că nu poate să mintă, să inducă în eroare sau chiar să omită un răspuns adevărat. Aceste incidente sunt incomode, pentru că el se luptă în instanță într-un caz de divorț, pe care, dacă l-ar câștiga, i-ar da un impuls mare în cariera sa. Clienta sa este Samantha Cole (Jennifer Tilly), o femeie egoistă care vrea să pună mâna pe banii soțului ei deși îl înșelase de mai multe ori și recunoștea că nu toți copiii ei sunt și ai lui. Martorul principal este dispus să comită sperjur pentru a câștiga, dar Fletcher descoperă că el nu-i poate pune o întrebare daca știe că răspunsul va fi o minciună; în timpul cazului, el obiectează chiar față de el-însuși atunci când încearcă să mintă pentru a obține informațiile dorite. Între timp, Audrey intenționează să se mute la Boston cu noul ei iubit Jerry (Cary Elwes) și decide ca Max să meargă cu ei, astfel ca să-l protejeze de a fi rănit de Fletcher.
Fletcher încearcă cu disperare să amâne procesul, chiar se bate singur, dar el nu poate ascunde faptul că el este capabil să continue, astfel încât judecătorul (Jason Bernard) insistă ca procesul să aibă loc. În cele din urmă, el își dă seama că clienta sa a mințit cu privire la vârsta ei și, prin urmare, a semnat un contract prenupțial în timp ce era minoră, iar contractul era astfel nul. Acest lucru îi permite să câștige procesul spunând adevărul, dar repercusiunile devin un catalizator pentru înțelegerea a ceea ce el însuși este pe cale să piardă. Samantha obține custodia copiilor ei și literalmente îi smulge din brațele tatălui lor, responsabil și grijuliu. Fletcher are apoi o criză de conștiință și strigă la judecător să schimbe decizia, dar este dus la închisoare pentru sfidarea instanței. Audrey refuză să-i plătească cauțiunea, care aceasta este plătită în cele din urmă de către secretara lui Greta (Anne Haney), care-l iartă pentru comportamentul său anterior grosolan, după ce-l ascultă că îl înfruntă pe partenerul senior al firmei.
Recunoscând acum că fiul său Max este cea mai mare prioritate a lui, Fletcher se luptă să-l păstreze. El se grăbește la aeroport, dar avionul lui Audrey și a lui Max a părăsit deja terminalul. Disperat, el fură o scară mobilă și urmărește avionul pe pistă. Avionul se oprește în cele din urmă, dar Fletcher este accidentat. Pe drum spre spital, el îi promite fiului său că o să petreacă mai mult timp cu el. Chiar dacă cele 24 de ore de adevăr s-au scurs, Max îl crede, iar Audrey decide să nu să se mai mute la Boston cu Jerry.
Un an mai târziu, Fletcher și Audrey sărbătoresc ziua de naștere a lui Max. Luminile se sting atunci când Max suflă în lumânări. Când luminile se aprind, Fletcher și Audrey sunt văzuți sărutându-se. Fletcher îl întreabă pe Max dacă și-a pus dorința ca mama și tatăl său să fie din nou împreună și Max răspunde: "Nu, mi-am dorit o pereche de patine cu rotile!" Familia revine aparent la normal, iar Fletcher îi urmărește pe Audrey și Max în jurul casei cu "Gheara".

## Premiză
Premiza filmului Mincinosul mincinoșilor, că un personaj principal trebuie să spună adevărul pentru următoarele 24 de ore, poate fi, de asemenea, găsită în filmul Nothing But the Truth al lui Bob Hope - ale cărui drepturi au fost achiziționate de Universal în momentul în care a lansat Mincinosul mincinoșilor.

## Distribuție
- Jim Carrey - Fletcher Reede
- Maura Tierney - Audrey Reede
- Justin Cooper - Max Reede
- Cary Elwes - Jerry
- Anne Haney - Greta
- Jennifer Tilly - Samantha Cole
- Amanda Donohoe - Miranda
- Jason Bernard - judecătorul Marshall Stevens
- Swoosie Kurtz - Dana Appleton
- Mitchell Ryan - Mr. Allan
- Christopher Mayer - Kenneth Falk
- Eric Pierpoint - Richard Cole
- Randall "Tex" Cobb - Skull
- Cheri Oteri - Jane
- SW Fisher - Pete
- Eric Sharp - clovnul Sharpo
- Krista Allen - fata din lift
- Don Keefer - Ben Develing
- Michael Kostroff - Tom the Attorney

Mincinosul mincinoșilor a fost ultimul film în care a jucat Jason Bernard, deoarece acesta a murit în urma unui atac de cord la scurtă vreme după încheierea filmărilor. Filmul a fost dedicat memoriei sale.

## Recepție

### Răspuns critic
Filmul a primit recenzii pozitive din partea criticilor. Rotten Tomatoes a raportat că 81% din 51 de critici au făcut filmului comentarii pozitive și că are un rating mediu de 6,9 din 10.
Criticul Roger Ebert a declarat: "Dezvolt treptat o suspiciune, sau poate că este o teamă, că Jim Carrey, este în creștere în mintea mea", deoarece el făcuse recenzii slabe pentru filmele lui anterioare Tăntălăul și gogomanul și Ace Ventura: detectivu' lu' pește.
Recunoaștere din partea American Film Institute:
- AFI's 100 Years... 100 Laughs - nominalizat[4]

### Box office
Acest film este a doua dintre cele trei colaborări între Carrey și Shadyac, toate acestea având succes la public: în primul week-end filmul a avut încasări de 31.423.025 dolari în 2.845 de cinematografe. În America de Nord, filmul a adus încasări de 181.410.615 dolari, iar la cinematografele din alte teritorii a avut încasări de 121,3 milioane dolari, făcând ca veniturile totale să se ridice la suma de 302.710.615 dolari.